# Hans-Peter Kau
Hans-Peter Kau (* 19. November 1959; † 5. Mai 2013) war ein deutscher Maschinenbauer und Hochschullehrer.

## Leben
Kau studierte an der RWTH Aachen Maschinenbau mit den Schwerpunkten Energietechnik und Turbomaschinen und promovierte 1990 mit einer Arbeit zur Berechnung der zweidimensionalen, instationären Durchströmung axialer Turbomaschinengitter mit einem expliziten Zeitschrittverfahren.
Er ging 1991 zu BMW Rolls-Royce. Dort war er maßgeblich an der Entwicklung der Strahltriebwerkserie BR 700 beteiligt. Er war Leiter der Entwicklung und Konstruktion des Hochdruckverdichters, später des Komponentenversuchs und schließlich Bereichsleiter Triebwerksanalytik.
1998 kam er an die Technische Universität München und war dort Ordinarius für Flugantriebe sowie von 2007 bis 2012 Dekan der Fakultät für Maschinenwesen.

## Ehrungen
- 1. Preis Goldene Lehre Hauptstudium der Fachschaft Maschinenbau der TUM (2011, 2008, 2006)
- AIAA Associate Fellow (2007)
- AIAA Senior Member (2005)
- DGLR-Ehrennadel der Deutschen Luftfahrt (1999)